# Ando Museum
Ando Museumは直島にある美術館。安藤忠雄と直島の歴史を紹介する。美術館は安藤が改装した100歳家の中。家の中は混凝土でもでも外は外はまだ伝統的。直島に安藤が改装した多い建物の一つは。

## 歴史
安藤が改装したので外はまだ木材でも中はコンクリート。このスタイルは光と光と暗いのバランス。
安藤の完成後で2013年3月9日にプレス内覧会がある。福武基金の福武總一郎は「一連のプロジェクトで一番重要なコンセプトは、『あるものを生かして、ないものをつくる』というメッセージを世界に伝えること。現代社会の『あるものを壊す』という文明史観に対して、強烈なレジスタンス（抵抗）があった…その集大成としての美術館だと思っている」と言った。
もうすぐに後で、Ando Museumは2013年3月12日に開館しました。 それ以来、安藤の写真とか図案とか模型が展示する。